# Naodian (köpinghuvudort i Kina, Henan Sheng, lat 33,85, long 113,21)
Naodian är en köpinghuvudort i Kina. Den ligger i provinsen Henan, i den centrala delen av landet, omkring 110 kilometer söder om provinshuvudstaden Zhengzhou. Antalet invånare är 35 707. Befolkningen består av 17 433 kvinnor och 18 274 män. Barn under 15 år utgör 21,0 %, vuxna 15-64 år 68 %, och äldre över 65 år 10,0 %.
Runt Naodian är det mycket tätbefolkat, med 2 261 invånare per kvadratkilometer. Närmaste större samhälle är Jia Xian Chengguanzhen, 12,6 km norr om Naodian. Trakten runt Naodian består till största delen av jordbruksmark.
Genomsnittlig årsnederbörd är 819 millimeter. Den regnigaste månaden är september, med i genomsnitt 157 mm nederbörd, och den torraste är januari, med 5 mm nederbörd.